# Stone House (Nevada)
Stone House es un área no incorporada ubicada en el condado de Humboldt en el estado estadounidense de Nevada.

## Geografía
Stone House se encuentra ubicado en las coordenadas 40°50′14″N 117°10′19″O / 40.83722, -117.17194.